# Opération Lustre

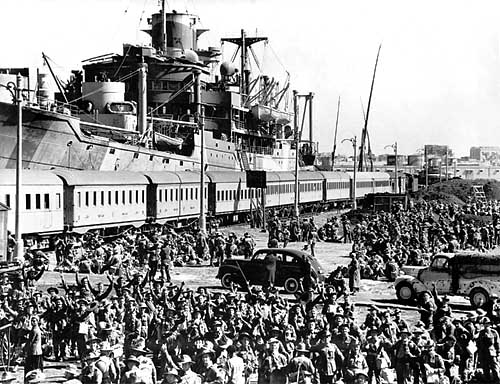
Soldats Australiens embarquant pour la Grèce depuis l’Égypte en Avril 1941.

Pour les articles homonymes, voir Opération Lustre (homonymie).
L'opération Lustre est une opération militaire de la Seconde Guerre mondiale prévoyant l'envoi en mars et avril 1941 de troupes britanniques, australiennes, néo-zélandaises et polonaises depuis l'Égypte vers la Grèce en prévision de l'invasion de la Grèce par l'Allemagne.
Les premières troupes alliées ont été transportées d'Alexandrie le 6 mars 1941.
La Brigade autonome de chasseurs des Carpates du général Stanisław Kopański, initialement prévue dans l'opération, n'a pas été débarquée en Grèce, compte tenu de la dégradation de la situation et de l'avance allemande.
Toutes les troupes alliées furent évacuées le 24 avril 1941 au cours de l'Opération Demon.

## Sources et références
- (en) Cet article est partiellement ou en totalité issu de l’article de Wikipédia en anglais intitulé « Operation Lustre » (voir la liste des auteurs).